# غريغ نورمان
غريغ نورمان (بالإنجليزية: Greg Norman)‏ هو رائد أعمال أسترالي، ولد في 10 فبراير 1955 في جبل إيسا في أستراليا.

## وصلات خارجية
- الموقع الرسمي
- غريغ نورمان على موقع رابطة لاعبي الغولف المحترفين (الإنجليزية)
- غريغ نورمان على موقع رابطة أوروبا للاعبي الغولف المحترفين (الإنجليزية)
- غريغ نورمان على موقع رابطة اليابان للاعبي الغولف المحترفين (الإنجليزية)
- غريغ نورمان على موقع التصنيف العالمي الرسمي للغولف (الإنجليزية)
- غريغ نورمان على موقع قاعة فلوريدا للمشاهير الرياضية (الإنجليزية)
- غريغ نورمان على موقع قاعة أستراليا للمشاهير الرياضية (الإنجليزية)
- غريغ نورمان على موقع الموسوعة البريطانية (الإنجليزية)
- غريغ نورمان على موقع إن إن دي بي (الإنجليزية)